# Hexatoma mikirensis
Hexatoma mikirensis är en tvåvingeart som beskrevs av Alexander 1963. Hexatoma mikirensis ingår i släktet Hexatoma och familjen småharkrankar. Inga underarter finns listade i Catalogue of Life.